# Aleksiej Szyrow
Aleksiej Szyrow, łot. Aleksejs Širovs, ros. Алексей Широв (ur. 4 lipca 1972 w Rydze) – hiszpański szachista w latach 1995–2011 i od 2018, w latach 1991–95, 2011–18 reprezentant Łotwy, arcymistrz od 1990 roku.

## Kariera szachowa
Pierwszy duży sukces na arenie międzynarodowej odniósł w 1988 r., zdobywając w Timișoarze tytuł mistrza świata juniorów do lat 16. W 1990 r. zdobył drugi medal MŚ juniorów, zajmując II m. (za Ilią Gurewiczem) w Santiago (w kategorii do 20 lat). W ciągu kilku lat awansował do ścisłej światowej czołówki, czego potwierdzeniem były wyniki uzyskane w turniejach z cyklu mistrzostw świata: czterokrotnie uczestniczył w pucharowych turniejach o tytuł mistrza świata, trzykrotnie osiągając ćwierćfinały (1997, 1999, 2001), a w 2000 r. finał (w którym przegrał z Viswanathanem Anandem). W 1998 r. rozegrał mecz z Władimirem Kramnikiem o prawo gry o tytuł mistrza świata z Garrim Kasparowem. Sprawił dużą niespodziankę pokonując Kramnika bez przegranej partii 5½ – 3½. Do meczu z Kasparowem jednak z różnych przyczyn nie doszło. W 2007 r. wystąpił w rozegranych w Eliście meczach pretendentów, ale w II rundzie przegrał z Lewonem Aronianem i nie wywalczył awansu do turnieju o mistrzostwo świata w Meksyku. Pod koniec tego roku awansował do finału Pucharu Świata, przegrywając w nim z Gatą Kamskim w stosunku 1½ – 2½.
Odniósł szereg sukcesów w turniejach międzynarodowych, zwyciężając bądź dzieląc I miejsca m.in. w:
- 1990 – Sztokholmie,
- 1991 – Gausdal, Kerteminde, Moskwie, Biel i Londynie,
- 1992 – Oakham i Reykjavíku (wspólnie z Johannem Hjartarsonem),
- 1993 – Monachium, Buenos Aires (wspólnie z Gatą Kamskim),
- 1995 – León (turniej szachowy) (wspólnie z Jewgienijem Bariejewem),
- 1997 – Ter Apel i Madrycie (wspólnie z Weselinem Topałowem),
- 1998 – Monako (turniej Melody Amber, wspólnie z Władimirem Kramnikiem),
- 2000 – Meridzie i Monako (Melody Amber),
- 2003 – Reykjavíku,
- 2004 – Sarajewie (turniej Bosna),
- 2005 – Drammen (wspólnie z Peterem Heine Nielsenem), Gibraltarze (wspólnie z Kiryłem Georgijewem, Lewonem Aronianem, Zacharem Jefimienko oraz Emilem Sutowskim) i Edmonton (turniej Canadian Open, wspólnie m.in. z Wasilijem Iwanczukiem oraz Wiktorem Bołoganem)[7],
- 2006 – Pojkowskim,
- 2008 – Pojkowskim (wspólnie z Dmitrijem Jakowienko, Siergiejem Rublewskim i Wugarem Gaszimowem),
- 2009 – Sofii (turniej M-Tel Masters),
- 2010 – Szanghaju (turniej Shanghai Masters)[8],
- 2011 – Lublin (III Międzynarodowy Arcymistrzowski Turniej im. Unii Lubelskiej)[9],
- 2012 – Buenos Aires[10].

Wielokrotnie startował również w turniejach elity w Linares (najlepszy wynik: II m. w 1998 r., za Viswanathanem Anandem, przed Garrim Kasparowem i Władimirem Kramnikiem) oraz Wijk aan Zee (najlepszy wynik: III m. w 1998 r., za Kramnikiem i Anandem oraz II-III m. w 2010 r., za Carlsenem, wspólnie z Kramnikiem).
Szyrow jest znany ze swojego ofensywnego stylu gry i dążenia do komplikacji. Lubi rozstrzygać losy partii za pomocą kombinacji, w czym przypomina swojego rodaka, byłego mistrza świata, Michaiła Tala. Swoje najbardziej błyskotliwe kombinacje opisał w wydanej w 1998 r. książce Fire on Board: Shirov’s Best Games (w Polsce wydanej w 2006 r. pod tytułem Ogień na szachownicy).
W latach 1992–2008 ośmiokrotnie wystąpił na szachowych olimpiadach (1992-1994 w barwach Łotwy, od 1996 – Hiszpanii), za każdym razem na I szachownicy. Oprócz tego pomiędzy 1999 a 2007 r. czterokrotnie w zespole Hiszpanii na drużynowych mistrzostwach Europy (w 1999 zdobywając złoty medal na I szachownicy).
Od 1992 r. Szyrow plasuje się w pierwszej dwudziestce na liście rankingowej FIDE (najwyższy osiągnięty ranking – 2755 punktów w dniu 1 stycznia 2008 r., co wówczas odpowiadało siódmej pozycji na świecie).

## Życie prywatne
W latach 2001–2007 żoną Aleksieja Szyrowa była Viktorija Čmilytė, czołowa szachistka świata. Wcześniej związany był m.in. z polską arcymistrzynią, Martą Zielińską, z którą ma córkę Maszę.